# Aglyptodactylus laticeps
Aglyptodactylus laticeps é uma espécie de anfíbio da família Mantellidae.
É endémica de Madagáscar.
Os seus habitats naturais são: florestas secas tropicais ou subtropicais e marismas intermitentes de água doce.
Está ameaçada por perda de habitat.